# Kruszynek (Kruszyn)
Kruszynek (niem. Klein Krauschen) – niestandaryzowana część wsi Kruszyn, położona w województwie dolnośląskim, w gminie Bolesławiec.
W 1906 powstała linia kolejowa łącząca Bolesławiec z Nową Wsią Grodziską, ze stacją w Kruszynku (zamknięta w 1976, zlikwidowana w 2008). W 1973 wieś Kruszynek stała się częścią wsi Kruszyn.